# Skanderbegovo náměstí

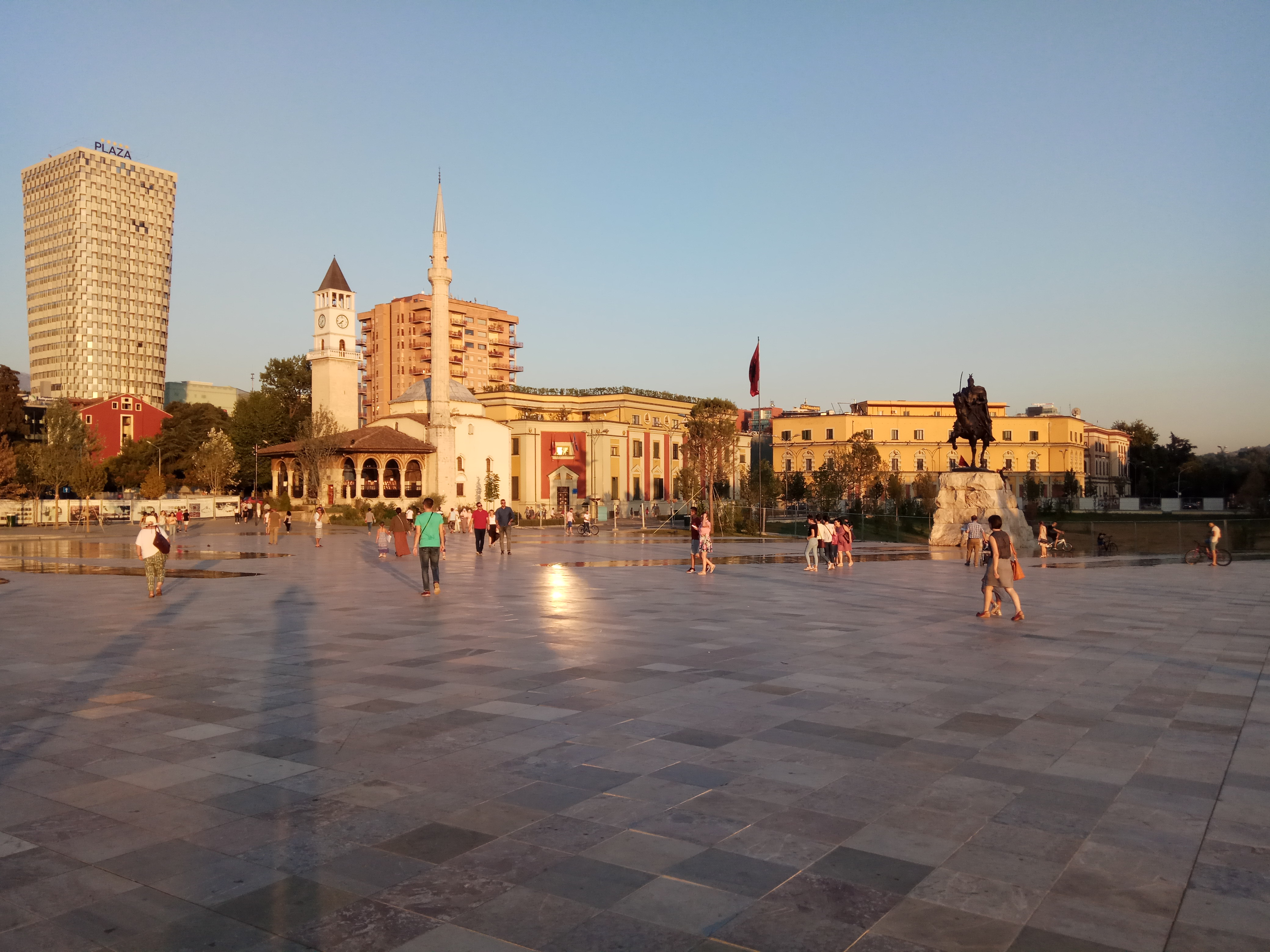
Náměstí v roce 2017.

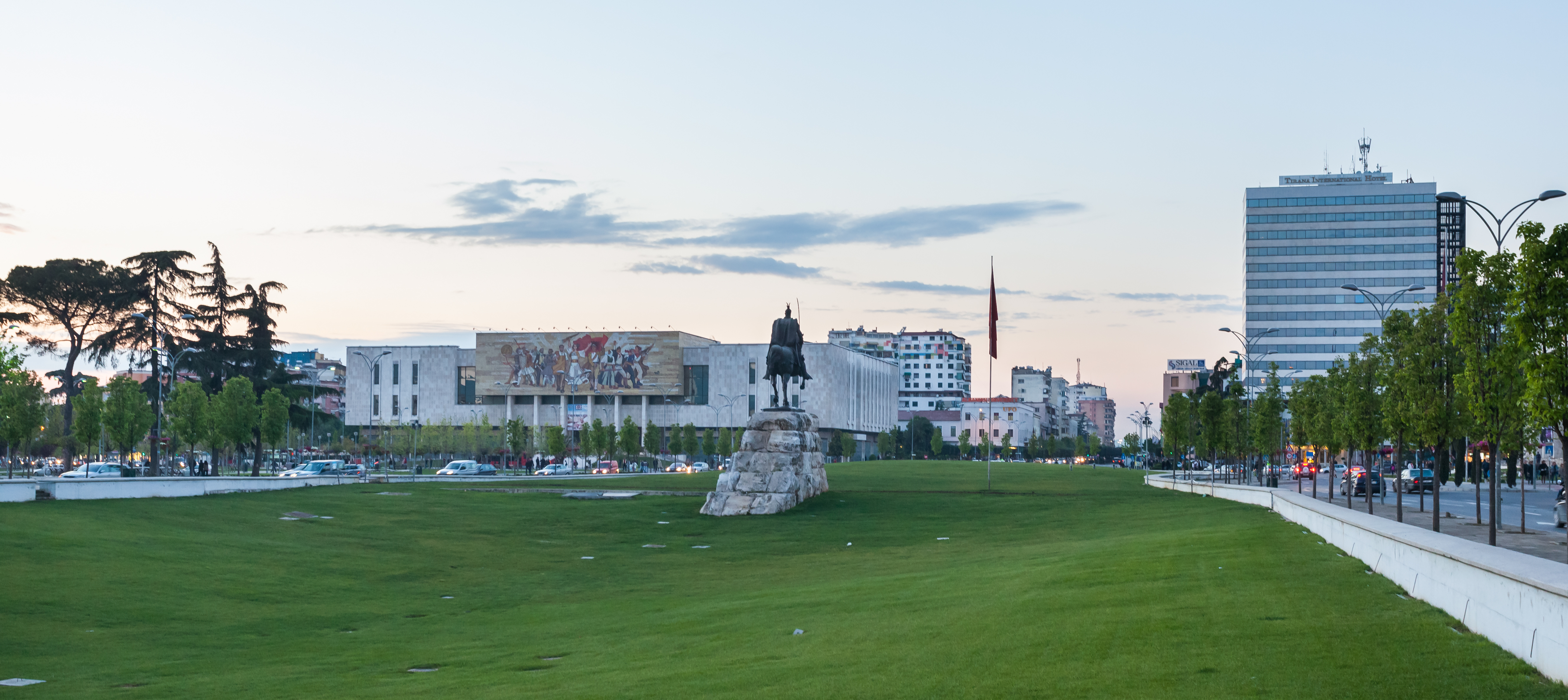
Náměstí v roce 2014.

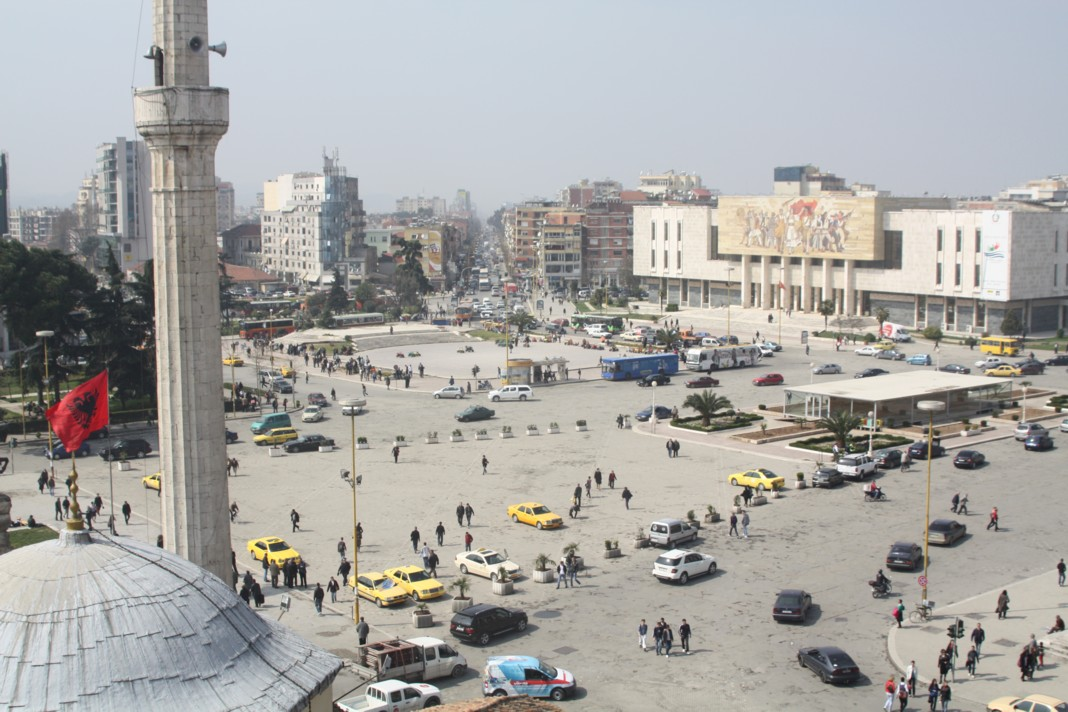
Pohled na náměstí v roce 2010.

Skanderbegovo náměstí (albánsky Sheshi Skënderbej) je ústřední náměstí v Tiraně. Nachází se v centru města a směřují sem všechny důležité radiální tepny metropole. Dříve se na místě tohoto náměstí nacházel orientální tiranský bazar.[zdroj?] Rozlohu má 40 000 m² a je největším náměstím v Albánii.
Má nepravidelný severo-jižní tvar, je velice rozsáhlé a dominuje mu jezdecká socha Skanderbega, albánského národního hrdiny. Je rozděleno na několik částí; některé z nich mají sadovou úpravu. Na tomto náměstí se též nacházejí všechny významné budovy; národní muzeum, Edhem Beyova mešita a některá ministerstva.

## Historie
Náměstí vzniklo v 20. letech 20. století v souvislosti s moderní přestavbou Tirany do podoby metropole. Italský urbanistický plán, který vypracoval architekt Florestano Di Fausto v roce 1928, předpokládal vznik náměstí oválného tvaru v severo-jižní ose, která bude obklopena veřejnými budovami, resp. jedenácti budovami jednotlivých ministerstev. Z velkolepého plánu se podařilo nicméně postavit pouze jižní část náměstí, kterou obklopovaly budovy Ministerstva školství, Ministerstva vnitra a veřejné výstavby, ministerstva financí, ministerstva spravedlnosti, ministerstva zahraničí a tiranské radnice. Budovy projektoval italský architekt Florestano Di Fausto. Severní část náměstí měly obklopovat: budova ministerstva hospodářství, palác pošty a další, které nebyly dokončeny. Jižní část náměstí byla dokončena do roku 1936 a přecházela plynule v původní, orientální část města.
Během druhé světové války byla zničena fontána s parčíkem v centru tehdejšího náměstí. Po válce již nebyla obnovena.
Po druhé světové válce byla dokončena severní část náměstí, především dobudovány nové objekty. Pro potřeby masových manifestací socialistického režimu bylo nezbytné prostor náměstí rozšířit, nebylo to však možné učinit směrem na jih, kde již stály budovy ministerstev. Byly proto strženy původní domy na severním okraji náměstí, včetně ortodoxního kostela. V 50. letech 20. století se na místě tohoto náměstí nacházela socha Josifa Stalina. Vznikl také modernistický Palác kultury, dále budova Národního historického muzea a v 70. letech se dominantou náměstí stal Hotel International, první výšková budova v Tiraně. Svůj současný název má od roku 1968, kdy byla na náměstí umístěna Skanderbegova socha od sochaře Odhise Paskaliho. Stalinova socha byla přemístěna z náměstí jinam.
V 80. letech se mezi budovou historického muzea a albánské národní banky (v západní části) nacházela socha Envera Hodži, která byla během demonstrací v roce 1991 stržena. V 90. letech náměstí sloužilo pro pořádání různých společenských událostí, ale především protestů. Jeho stav se zhoršoval jednak vlivem nedostatečných investic na opravu, jednak vlivem chybějícího plánu na rozvoj města a jednak nekontrolovaným růstem automobilismu.
V roce 2010 bylo náměstí prostřednictvím kuvajtských fondů rekonstruováno. Byly odstraněny fontány, které zničila dlouhodobá neúdržba v období po pádu komunistického režimu. V roce 2016 byla zahájena další rekonstrukce náměstí. Ta jej uzavřela pro motorovou dopravu. Vznikla rozsáhlá pěší zóna a byla uskutečněna nová dlažba.